# NGC 5046
NGC 5046 este o galaxie eliptică situată în constelația Fecioara. A fost descoperită în 17 mai 1881 de către Edward S. Holden⁠(d). Se află la o distanță de 32,3 de megaparseci de Pământ.